# Liste de villes de Guinée équatoriale
La Guinée équatoriale est un pays d'Afrique centrale dont l'urbanisation est massive depuis le boom économique entamé au début des années 1990. Avec une population urbaine représentant 50 à 60 % de la population totale (concentrée dans les deux capitales régionales, Bata et Malabo, qui à elles seules rassemblent entre 80 et 90 % de la population urbaine), le taux d'urbanisation du pays tend à se rapprocher de celui des pays voisins (Gabon, République du Congo, Cameroun) qui sont parmi les plus urbanisés d'Afrique subsaharienne avec une population urbaine évaluée à respectivement 85, 61 et 57 % de la population totale. Ces données doivent être prises avec prudence, étant donné les difficultés que rencontre l'administration équatoguinéenne pour évaluer avec précision la population du pays.
| N°  | Ville               | Population         | Population         | Population        | Province    |
| N°  | Ville               | Recensement (1983) | Recensement (2001) | Estimation (2005) | Province    |
| 1.  | Bata                | 24 390             | 132 235            | 173 046           | Litoral     |
| 2.  | Malabo              | 31 650             | 132 440            | 155 963           | Bioko-Norte |
| 3.  | Ebebiyín            | 3 540              | 19 515             | 24 831            | Kié-Ntem    |
| 4.  | Aconibe             | 1 700              | 8 795              | 11 192            | Wele-Nzas   |
| 5.  | Añisoc              | 1 100              | 7 586              | 10 191            | Wele-Nzas   |
| 6.  | Luba                | 2 450              | 9 011              | 8 655             | Bioko-Sur   |
| 7.  | Evinayong           | 3 170              | 7 997              | 8 462             | Centro-Sur  |
| 8.  | Mongomo             | 2 370              | 5 791              | 6 393             | Wele-Nzas   |
| 9.  | Mengomeyén          | s.d.               | 5 294              | 5 947             | Wele-Nzas   |
| 10. | Mikomeseng          | 1 300              | 5 327              | 5 813             | Kié-Ntem    |
| 11. | Rebola              | s.d.               | 5 445              | 5 450             | Bioko-Norte |
| 12. | Bidjabidjan         | s.d.               | 5 167              | 4 998             | Kié-Ntem    |
| 13. | Niefang             | 1 200              | 4 292              | 4 858             | Centro-Sur  |
| 14. | Cogo                | s.d.               | 3 952              | 4 693             | Litoral     |
| 15. | Nsok                | 500                | 3 929              | 4 620             | Kié-Ntem    |
| 16. | San Antonio de Palé | 910                | 5 008              | 4 433             | Annobón     |
| 17. | Mbini               | 1 229              | 3 421              | 4 062             | Litoral     |
| 18. | Nsork               | s.d.               | 3 355              | 3 769             | Wele-Nzas   |
| 19. | Ayene               | s.d.               | 3 099              | 3 482             | Wele-Nzas   |
| 20. | Nkimi               | s.d.               | 3 217              | 3 313             | Centro-Sur  |
| 21. | Machinda            | s.d.               | 2 440              | 2 897             | Litoral     |
| 22. | Acurenam            | 1 500              | 2 748              | 2 736             | Centro-Sur  |
| 23. | Corisco             | s.d.               | 2 140              | 2 541             | Litoral     |
| 24. | Baney               | s.d.               | 2 363              | 2 365             | Bioko-Norte |
| 25. | Bicurga             | s.d.               | 2 251              | 2 318             | Centro-Sur  |
| 26. | Nsang               | s.d.               | 2 194              | 2 122             | Kié-Ntem    |